# Спасательные воинские формирования МЧС России

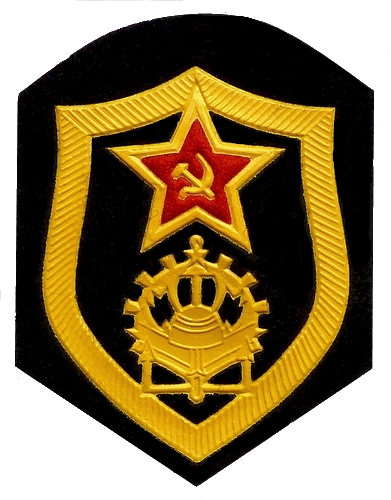
Нарукавный знак войск ГО ВС Союза ССР.

Спасательные воинские формирования Министерства Российской Федерации по делам гражданской обороны, чрезвычайным ситуациям и ликвидации последствий стихийных бедствий (сокращенно — СВФ МЧС России) — подразделения, созданные на базе соединений, воинских частей и организаций войск гражданской обороны и предназначенные для защиты населения и территорий, материальных и культурных ценностей от опасностей, возникающих при ведении военных действий или вследствие этих действий, а также при возникновении чрезвычайных ситуаций природного и техногенного характера, в том числе за пределами территории Российской Федерации. Являются составной частью сил гражданской обороны.
Руководство спасательными воинскими формированиями осуществляет Президент Российской Федерации. Управление спасательными воинскими формированиями осуществляет министр по чрезвычайным ситуациям. Деятельность спасательных воинских формирований регламентирована Указом Президента Российской Федерации от 30 сентября 2011 года № 1265 «О спасательных воинских формированиях Министерства Российской Федерации по делам гражданской обороны, чрезвычайным ситуациям и ликвидации последствий стихийных бедствий».

## История

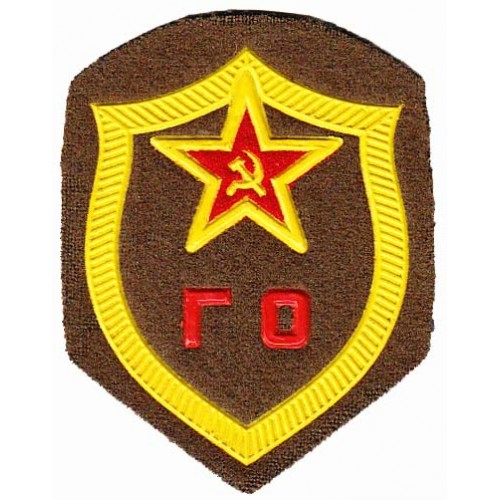
Нагрудные нашивки сандружинниц ГО СССР

4 октября 1932 года — Советом Народных Комиссаров СССР принято «Положение о противовоздушной обороне СССР». Этот документ положил начало создания системы местной противовоздушной обороны (МПВО), которая стала прообразом системы гражданской обороны, а подразделения МПВО — прообразом войск гражданской обороны. В этот период воинские части МПВО подчинялись Народному комиссариату по военным и морским делам СССР.

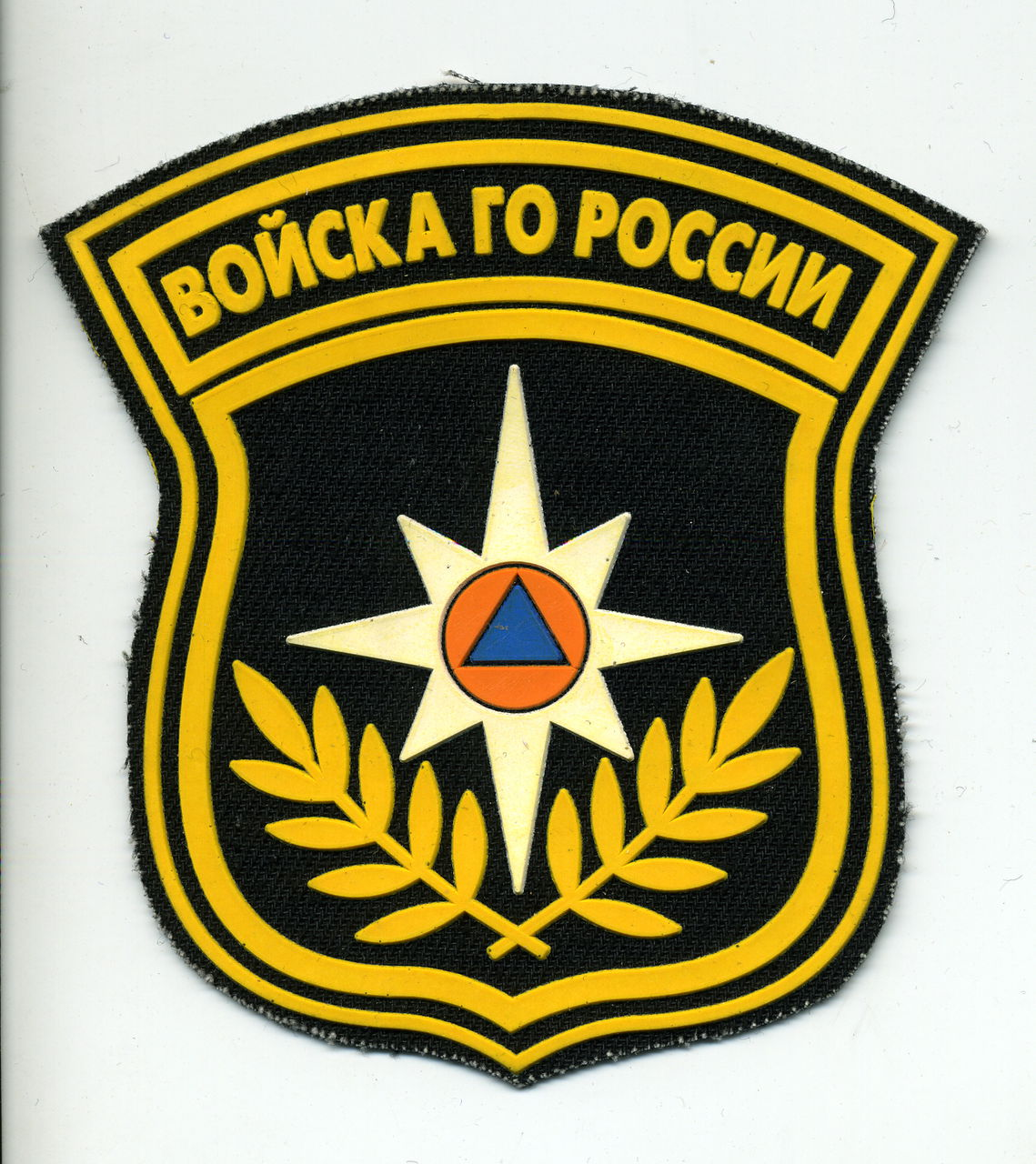
Нарукавная нашивка войск ГО России 1991—2003 г.г.

7 октября 1940 года — руководство подразделениями МПВО передано Народному комиссариату внутренних дел СССР, в составе которого создано Главное управление МПВО.

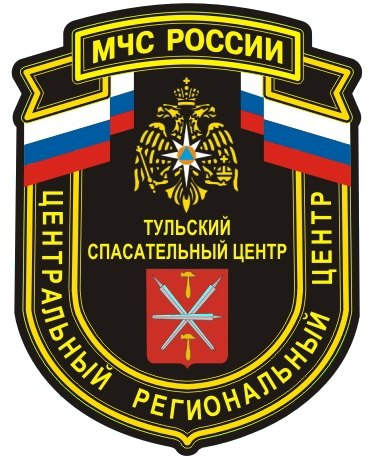
Нарукавная нашивка СЦ МЧС России с 2003 г.

15 июля 1961 года — постановлением Совета Министров СССР МПВО преобразована в гражданскую оборону СССР. Основу войск составили отдельные механизированные полки и отдельные батальоны гражданской обороны.
8 апреля 1967 года — на базе 147-го отдельного механизированного полка гражданской обороны создано Московское военное училище гражданской обороны для подготовки командного состава войск гражданской обороны Вооружённых Сил СССР.
1971 год — подразделения гражданской обороны СССР переданы в состав Министерства обороны СССР. Создаются формирования повышенной готовности — сводные отряды и команды механизации работ.
1990 год —  некоторые отдельные механизированные полки гражданской обороны преобразованы в механизированные бригады, включившие в свой состав до 7 батальонов гражданской обороны. Типовой состав: 2-3 механизированных батальона, аварийно-спасательный, инженерно-технический, РХБЗ и понтонно-переправочный батальоны.
В 1992 году войска гражданской обороны были переданы в подчинение Государственного комитета по делам гражданской обороны, чрезвычайным ситуациям и ликвидации последствий стихийных бедствий при Президенте РСФСР (с 10 января 1994 года — Министерство Российской Федерации по делам гражданской обороны, чрезвычайным ситуациям и ликвидации последствий стихийных бедствий (МЧС России).
9 декабря 1992 года — подготовка кадров для войск гражданской обороны организована на базе созданного высшего учебного заведения ГКЧС России — Академии гражданской защиты ГКЧС России.
23 октября 1993 года — утверждено Временное положение о войсках гражданской обороны Российской Федерации.
27 мая 1996 года — утверждено Положение о войсках гражданской обороны Российской Федерации. Основной структурной единицей войск ГО стала отдельная бригада гражданской обороны.
1999 — 2003 г.г. — отдельные полки и бригады гражданской обороны реорганизованы в новые основные структурные подразделения войск ГО — спасательные центры МЧС России.
30 сентября 2011 года — войска гражданской обороны МЧС России реорганизованы в спасательные воинские формирования МЧС России.

## Структура
Организационно спасательные воинские формирования состоят из следующих подразделений:
- Подразделение центрального аппарата МЧС России:

— Отдел спасательных воинских формирований Департамента гражданской обороны и защиты населения МЧС России.
Региональные центры расформированы в 2014 году, вместо них головные ГУ МЧС. 
- 85 Главных управлений МЧС России по субъекту Российской Федерации.

### Спасательные воинские формирования
- Национальный центр управления в кризисных ситуациях (НЦУКС), г. Москва;
- Спасательные центры:
  - Центр по проведению спасательных операций особого риска «Лидер» (войсковая часть 35489), п. Мосрентген, г. Москва;
  - Ногинский спасательный центр (войсковая часть 84411), г. Ногинск Московской области;
  - Невский спасательный центр (войсковая часть 01630), г. Колпино, г. Санкт-Петербург;
  - Тульский спасательный центр (войсковая часть 11349), п. Кураково Ленинского района Тульской области;
  - Донской спасательный центр (войсковая часть 11350), п. Ковалёвка Аксайского района Ростовской области;
  - Волжский спасательный центр (войсковая часть 73403), г. Самара;
  - Сибирский спасательный центр (войсковая часть 52987), р. п. Коченёво Новосибирской области;
  - Уральский учебный спасательный центр (войсковая часть 63330), п. Новогорный, г. Озёрск Челябинской области;
  - Амурский спасательный центр (войсковая часть 52985), с. Матвеевка Хабаровского района Хабаровского края;
  - Камчатский спасательный центр (войсковая часть 44138), п. Раздольный Елизовского района Камчатского края;
- Авиационно-спасательные центры:
  - Авиационно-спасательный центр Южного регионального центра МЧС России, г Ростов-на-Дону
  - Авиационно-спасательный центр Северо-западного регионального центра МЧС России, г. Санкт Петербург (а/п Пулково)
  - Жуковский авиационно-спасательный центр (центральный), г. Жуковский Московской области;
  - Хабаровский авиационно-спасательный центр, г. Хабаровск;
  - Красноярский авиационно-спасательный центр (войсковая часть 15543), г. Красноярск
- Рузский центр обеспечения пунктов управления (ЦОПУ) (войсковая часть 73407), Рузского района Московской области;
- Академия гражданской защиты МЧС России

## Задачи
Основными задачами спасательных воинских формирований МЧС России являются:
в мирное время:
- проведение мероприятий по поддержанию готовности спасательных воинских формирований к выполнению возложенных на них задач;

- использование, размещение и своевременное обновление вооружения, техники и других материально-технических средств, предназначенных для проведения аварийно-спасательных и других неотложных работ;

- участие в мероприятиях по предупреждению и ликвидации чрезвычайных ситуаций;

- участие в подготовке сил и средств по предупреждению и ликвидации чрезвычайных ситуаций, а также обучение населения в области гражданской обороны;

- участие в научно-исследовательских и опытно-конструкторских работах по созданию, испытанию и внедрению новых технических средств для защиты населения и территорий, материальных и культурных ценностей при чрезвычайных ситуациях, а также по разработке технологий проведения аварийно-спасательных и других неотложных работ.

в ходе ликвидации чрезвычайных ситуаций в мирное время:
- участие в ведении радиационной, химической и не специфической бактериологической (биологической) разведки в зонах чрезвычайных ситуаций, а также на маршрутах выдвижения к ним;

- участие в проведении аварийно-спасательных и других неотложных работ по оперативной локализации и ликвидации чрезвычайных ситуаций природного и техногенного характера на территории Российской Федерации, а также на территориях иностранных государств, с которыми у Российской Федерации имеются соглашения;

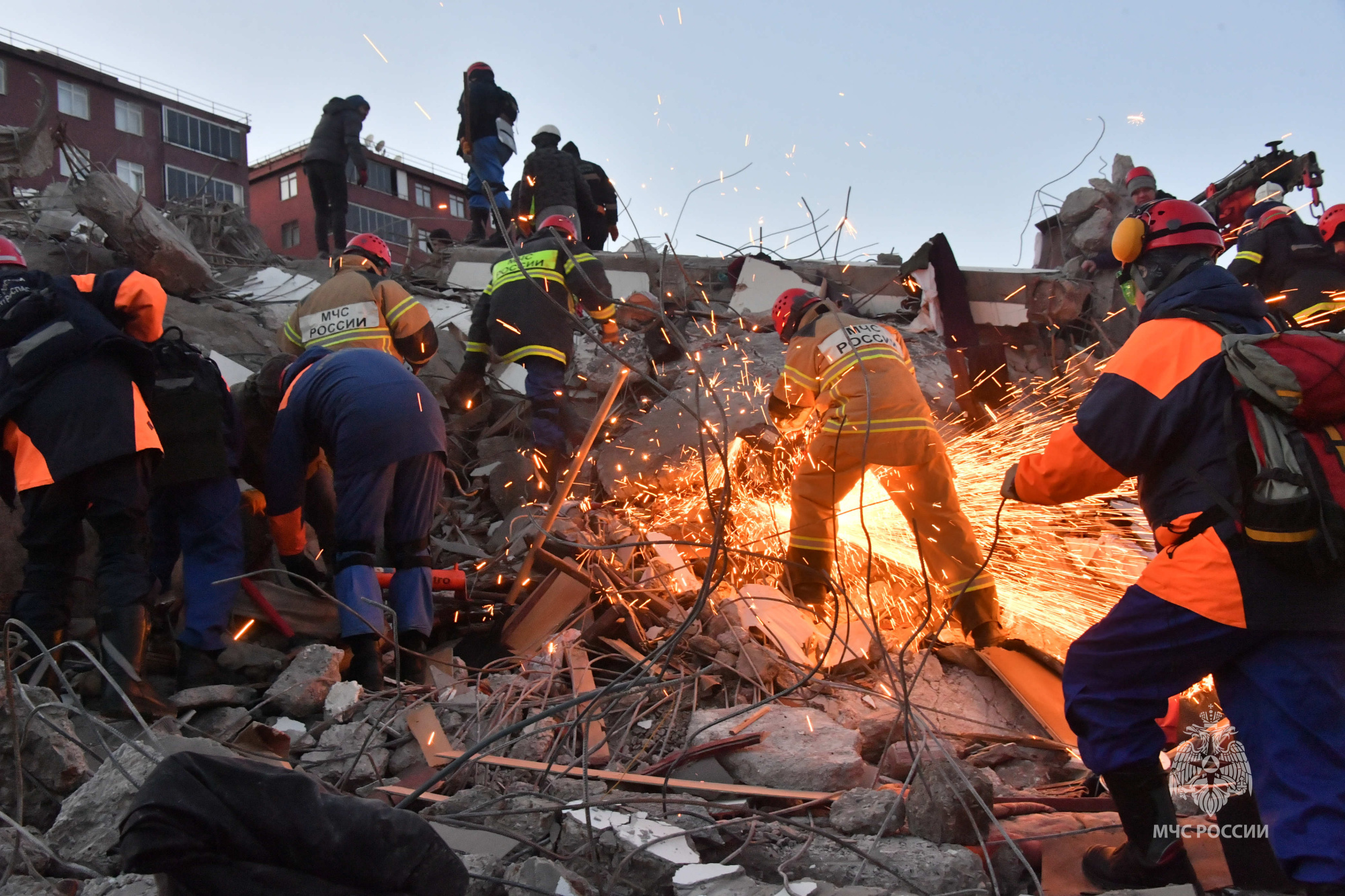
Спасатели МЧС России в ведут разбор завалов после землетрясения в Турции

- участие в проведении пиротехнических работ, связанных с обезвреживанием авиационных бомб и фугасов, а также в гуманитарном разминировании;

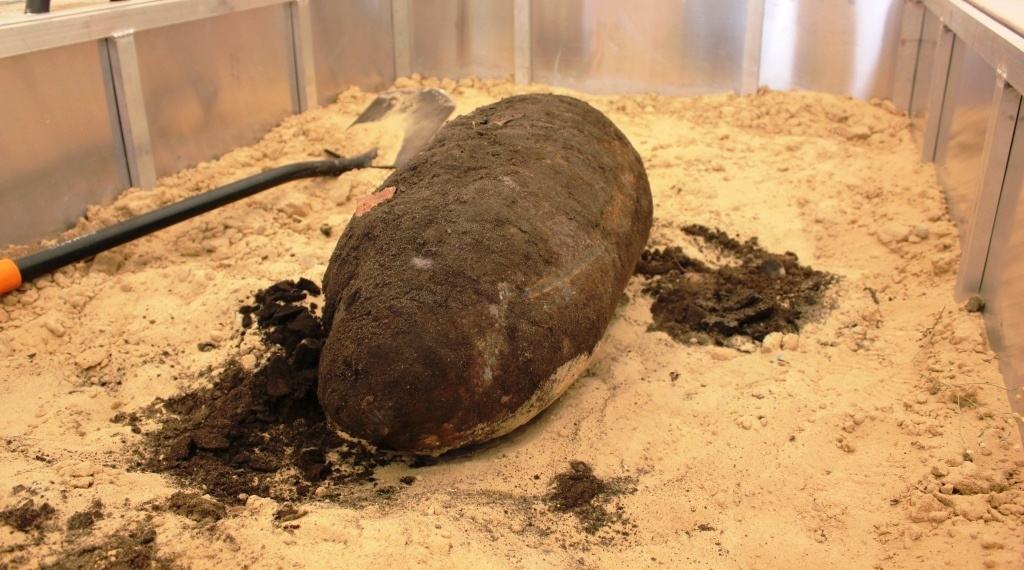
Авиабомба времён Великой Отечественной войны, обезвреженная в Белгороде в 2020-м году

- участие в проведении работ по санитарной обработке населения, обеззараживанию зданий и сооружений, специальной обработке техники, имущества и территорий;

- участие в доставке грузов, перевозимых в зоны чрезвычайных ситуаций, в том числе в качестве гуманитарной помощи иностранным государствам;

- участие в обеспечении пострадавшего населения продовольствием, водой, предметами первой необходимости, другими материальными средствами и услугами, жилыми помещениями для временного проживания, а также в оказании пострадавшему населению первой помощи;

- участие в мероприятиях по эвакуации населения, материальных и культурных ценностей из зон чрезвычайных ситуаций;

- участие в проведении работ по восстановлению объектов жизнеобеспечения населения;

- осуществление совместно с войсками (силами) и средствами федеральных органов исполнительной власти противодействия терроризму.

в военное время:
- участие в ведении радиационной, химической и не специфической бактериологической (биологической) разведки в местах проведения аварийно-спасательных и других неотложных работ, а также на маршрутах выдвижения к ним;

- участие в обеспечении ввода сил гражданской обороны в очаги поражения, зоны заражения (загрязнения) и катастрофического затопления;

- участие в проведении аварийно-спасательных и других неотложных работ в очагах поражения, зонах заражения (загрязнения) и катастрофического затопления;

- участие в проведении пиротехнических работ, связанных с обезвреживанием авиационных бомб и фугасов;

- участие в проведении работ по санитарной обработке населения, обеззараживанию зданий и сооружений, специальной обработке техники, имущества и территорий;

- участие в мероприятиях по эвакуации населения, материальных и культурных ценностей из очагов поражения, зон заражения (загрязнения) и катастрофического затопления;

- участие в ликвидации последствий применения противником оружия массового поражения;

- участие в выполнении отдельных мероприятий территориальной обороны и в обеспечении режима военного положения;

- участие в проведении работ по восстановлению объектов жизнеобеспечения населения.